# Gottlieb Emanuel Wysard

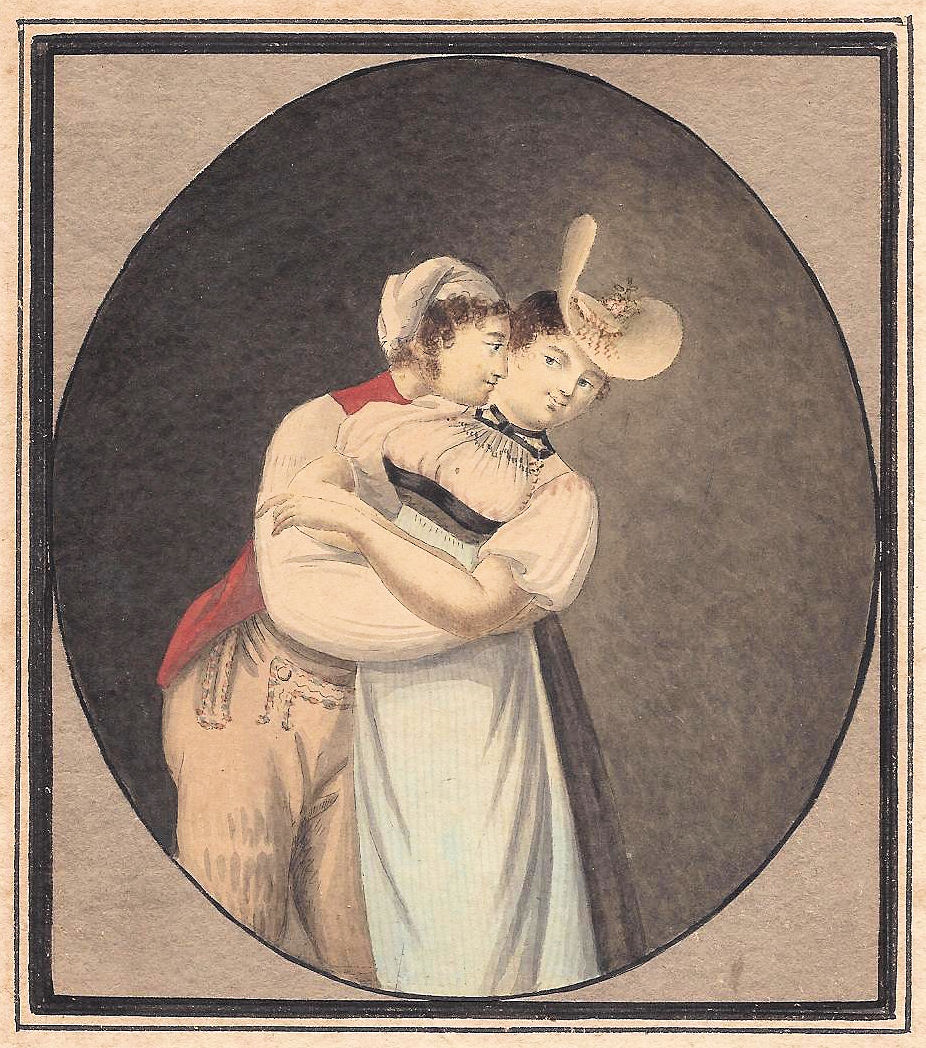
Gottlieb Emanuel Wysard: Les Caresseurs d’Oberhasli, Gouache (um 1820)

Gottlieb Emanuel Wysard (* 16. Juni 1789 in Bern; † 18. Juni 1837 in Biel) war ein Schweizer Kunstmaler und Radierer.

## Leben
Gottlieb Emanuel Wysard wurde 1789 in Bern geboren. Etwa ab 1810 liess er sich in Biel nieder. Wysard arbeitete als Aquarell- und Goauchenmaler. Seine wenigen nachweisbaren Porträts stehen unter dem Einfluss von Markus Dinkel. Wysard malte und radierte überwiegend Porträts und Trachtendarstellungen nach eigenen Entwürfen, nach Gottfried Locher und anderen Schweizer Kleinmeistern. Einer Anzeige Wysards von 1819 ist zu entnehmen, dass er wieder in Bern arbeitete und Schweizer Trachtendarstellungen im englischen Geschmack anbot. Als Gebrauchsgrafiker stach er Ortsansichten, Visitenkarten, Landkarten und Militärbrevets. Gottlieb Emanuel Wysard heiratete die Künstlerin Elise Wysard-Füchslin, mit der er bis zur Scheidung 1823 eng zusammenarbeitete. 1837 verstarb er in Biel.

## Rezeption
Noch 1857 wird Wysard mit Georg Volmar, Gabriel Lory, Franz Niklaus König, Rheiner, Daniel Lafond und Sigmund Freudenberger unter die besten Berner Künstler seiner Zeit eingereiht. Der gezielt für englische Reisende arbeitende Wysard ist in Britischen Sammlungen gut vertreten. Das Kunstmuseum Bern verfügt im Bestand der Sammlung über mehrere seiner Arbeiten.

## Werke (Auswahl)
- Portrait du Dr. med. Alexander Bloesch-Moser (1778–184), Kunstsammlung der Stadt Biel.
- Les Carresseurs d’Oberhasli und Les Amants du Canton de Berne, Gouachen und gouachierte Umrissradierungen.
- Costumes D'Oberhasli dans le Ct de Berne, kolorierte Aquatintaradierungen.